# Seseli pubicarpum
Seseli pubicarpum är en flockblommig växtart som beskrevs av Lajos von Simonkai. Seseli pubicarpum ingår i släktet säfferötter, och familjen flockblommiga växter. Inga underarter finns listade i Catalogue of Life.